# Andrzejów (Janów Lubelski)
Pour les articles homonymes, voir Andrzejów.
Andrzejów (prononciation : [anˈdʐɛjuf]) est un village polonais de la gmina de Godziszów dans le powiat de Janów Lubelski de la voïvodie de Lublin dans l'est de la Pologne.
Il se situe à environ 4 kilomètres au nord-est de Godziszówi (siège de la gmina), 6 kilomètres au nord de Janów Lubelski (siège du powiat) et 55 kilomètres au sud de Lublin (capitale de la voïvodie).
Le village compte approximativement une population de 512 habitants.

## Histoire
De 1975 à 1998, le village est attaché administrativement à la voïvodie de Tarnobrzeg.

Depuis 1999, il fait partie de la voïvodie de Lublin.